# Ascanio Sobrero
Ascanio Sobrero (Casale Monferrato, 12 ottobre 1812 – Torino, 26 maggio 1888) è stato un chimico e medico italiano.
Docente di Chimica docimastica all'Università degli Studi di Torino e segretario perpetuo dell'Accademia delle Scienze di Torino, fu il primo a sintetizzare nitroglicerina e sobrerolo.

## Biografia
Era figlio del medico Giuseppe Sobrero, originario di Murello, un borgo vicino a Cavallermaggiore (CN), in Piemonte, e di Giuseppina De Michelis. Il padre, segretario della Regia Università di Torino, quindi consigliere e vicesindaco di Cavallermaggiore, si trasferì, con la famiglia, a insegnare al liceo di Casale Monferrato (AL), dove nacque Ascanio, terzogenito con suo fratello gemello Candido, dopo i suoi fratelli Lorenzo e Felicita.
Studente attivo ed ingegnoso presso il Real Collegio di Casale Monferrato, il giovane Ascanio si laureò quindi in medicina e chirurgia presso l'Università degli Studi di Torino nel 1833, e ottenne l'abilitazione alla professione medica l'anno seguente. Grazie all'interessamento dello zio Carlo Raffaello, generale di artiglieria e direttore del laboratorio chimico dell'Arsenale di Torino, iniziò ad appassionarsi assiduamente di chimica.
Nel 1840 si recò a Parigi per lavorare presso il laboratorio di Théophile Pelouze, dove assai sviluppate erano le ricerche sull'azione dell'acido nitrico sulle sostanze organiche e sugli effetti esplosivi che ne derivavano. Lavorò inoltre con Jean Baptiste Dumas. Nel 1843, si trasferì al laboratorio di Giessen (Germania) di Justus von Liebig, scienziato noto alla storia per la legge chimica di Liebig (e per aver inventato il dado per il brodo da cucina). Ritornato in Italia, Sobrero sposò Ottavia Botteri, da cui ebbe i figli Giovanni Lorenzo e Rosina. Nel 1859 la legge Casati, con decreto del 13 novembre, modificò i corsi commerciali e industriali e l’Istituto, sotto la guida del preside Ascanio Sobrero già insegnante di chimica della scuola, divenuto celebre per avere inventato la nitroglicerina, si rimodellò su tre sezioni: commerciale, per geometri e fisico-matematica. Frequentò il laboratorio chimico dell'allora Regio Arsenale di Torino, divenne assistente alla cattedra di chimica generale, quindi docente di chimica presso la Scuola di meccanica e chimica applicata alle Arti, dipartimento della Regia Università di Torino.

### La nitroglicerina

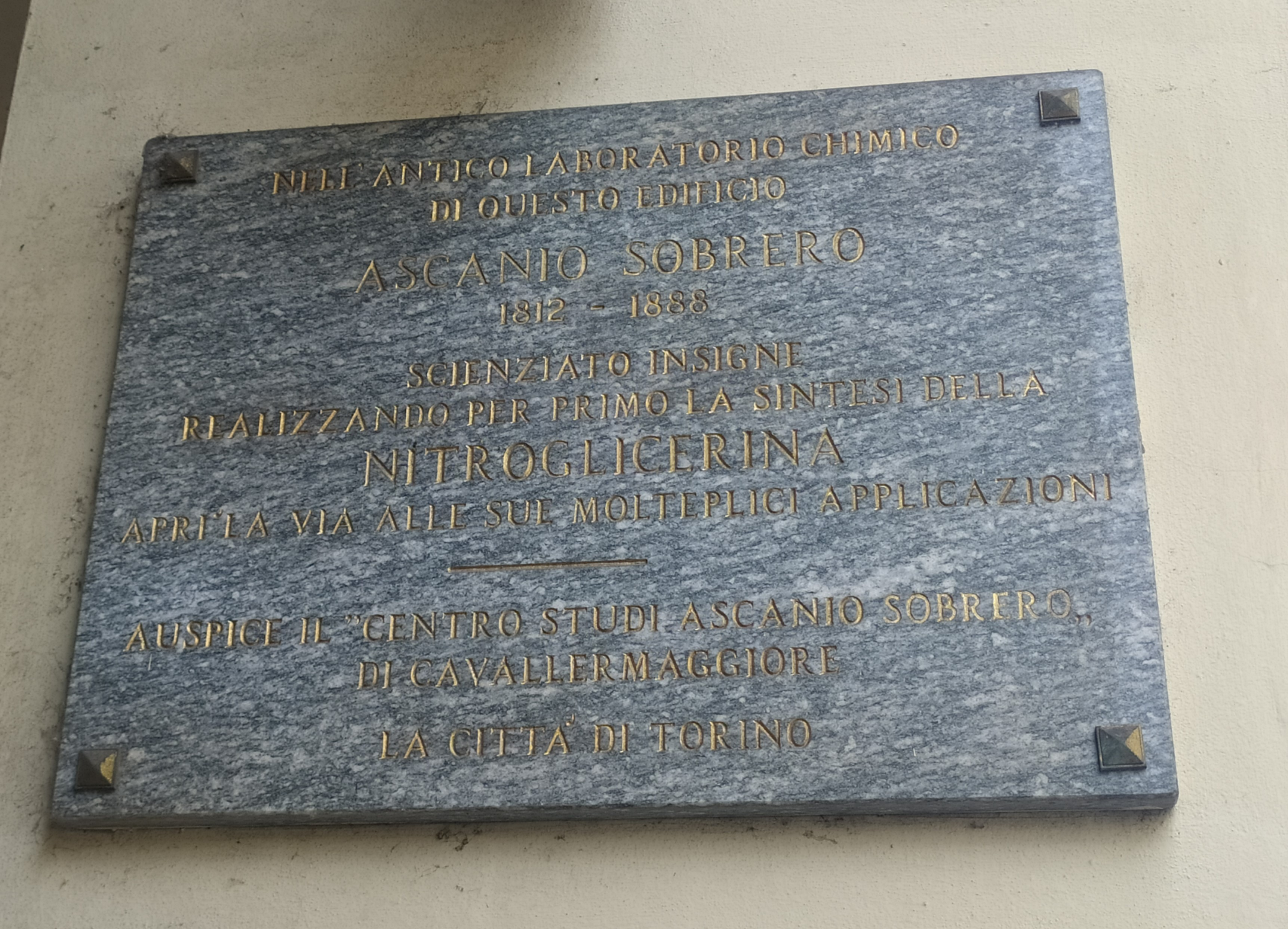
Targa di Ascanio Sobrero in via Po a Torino

Tornato a Torino, nel 1846 durante un esperimento con del mannitolo, riuscì a produrre della nitromannite, una sostanza altamente esplosiva e più stabile delle precedenti. Gli esperimenti andarono avanti, sempre nitrando composti organici, finché non ottenne il saccarosio fulminante (poi rinominato vixorite). Partendo dai primi tentativi conosciuti dal prof. Christian Schönbein di Basilea, arrivò al culmine degli esperimenti l'anno dopo, nel 1847, con la prima sintesi della piroglicerina, poi della nitroglicerina, sostanza che possedeva caratteristiche esplosive e vasodilatatorie. L'atto ufficiale di nascita della nitroglicerina è da considerarsi la descrizione dell'esperimento che comparve nel 1847 sui «Comptes Rendus de l'Academie de France».
Tuttavia lo scienziato, spaventato dagli incidenti avvenuti col nuovo prodotto, tentò di sfruttare le sue proprietà in campo medico: questo risultato porterà alla futura applicazione della nitroglicerina a basso dosaggio in campo farmacologico, per esempio nella cura dell'insufficienza cardiaca. L'utilizzo della nitroglicerina come esplosivo verrà invece portata avanti dal giovane scienziato svedese Alfred Nobel, che nel 1866 trovò il modo di stabilizzare la nitroglicerina creando la dinamite.
 Nobel soggiornò in Piemonte per alcuni anni, fino a costruire, nel 1873, una fabbrica di dinamite nei pressi di Avigliana, a pochi km da Torino.
Gli studi di Sobrero proseguirono: nel 1851 inventò il sobrerolo (idrato di pirrolo, successivamente rinominato sobrerolo in suo onore, ancor oggi usato farmacologicamente come fluidificante delle secrezioni bronchiali), mentre dal 1860 al 1882 ottenne la cattedra di professore della Scuola di applicazione per ingegneri del Valentino. Sua nipote Rosa, figlia del fratello Lorenzo, nel 1869 sposò il noto politico e Presidente del Consiglio dei ministri Giovanni Giolitti.
Insieme ad altri chimici, scoprì le proprietà del tetracloruro di sodio e di piombo e dello zolfo colloidale. Collaborò a lungo con il chimico modenese Francesco Selmi, esule a Torino dopo i moti del 1848.

### Gli ultimi anni

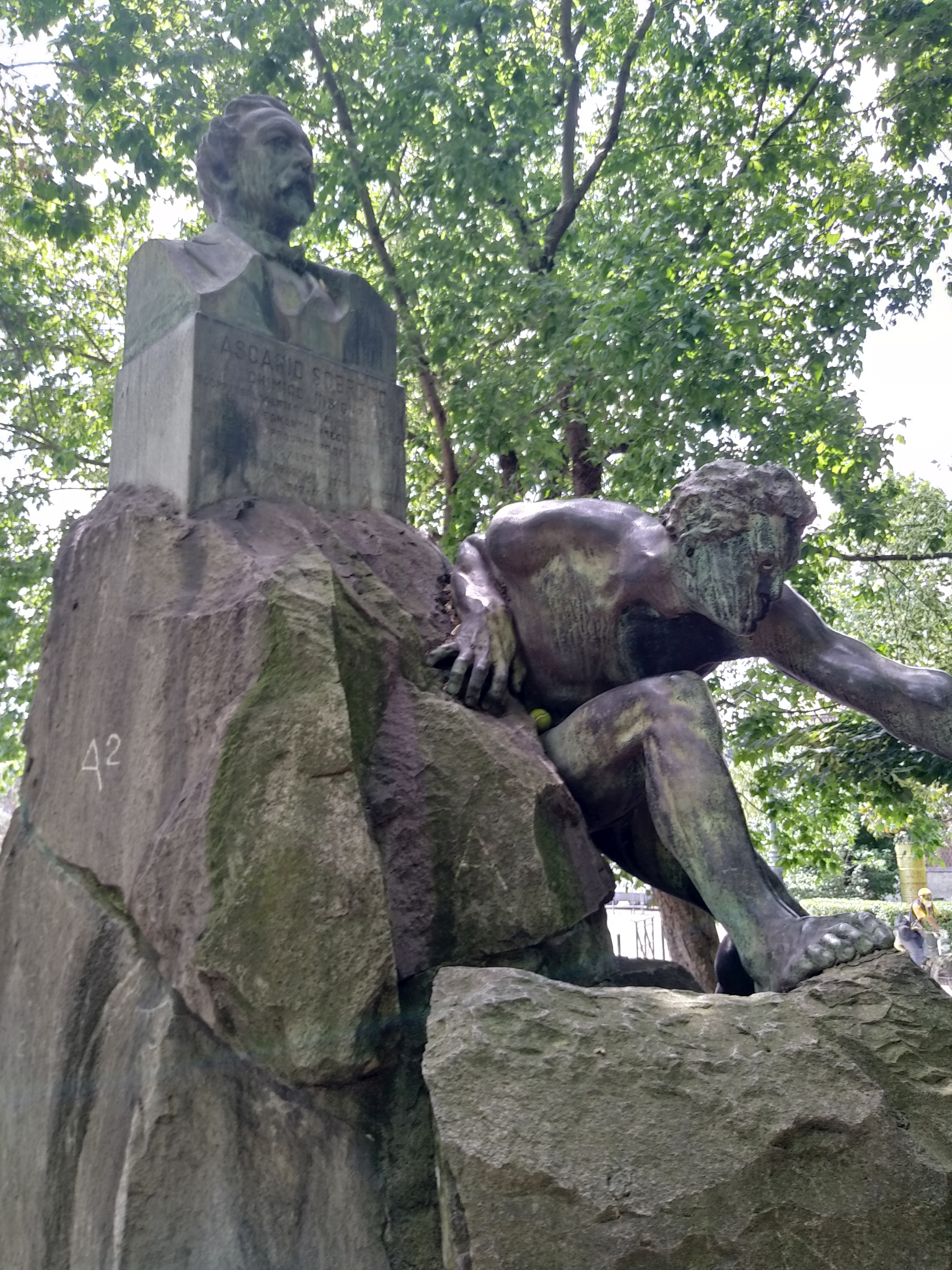
Monumento ad Ascanio Sobrero al Parco del Valentino

Negli ultimi anni della sua vita divenne anche membro dell'Accademia nazionale delle scienze. Si occupò anche della refrigerazione delle acque e della composizione chimica delle acque minerali, in particolare delle Terme di Montecatini.
Alfred Nobel, divenuto ricco grazie alla dinamite, gli riconobbe una pensione vitalizia quale riconoscimento del merito di Sobrero nella scoperta della nitroglicerina.
Sobrero morì a Torino nel 1888, e la sua salma fu trasportata presso la tomba di famiglia nel cimitero di Cavallermaggiore, dove ancora oggi riposa, e dove si trovava altresì la villa a lui appartenuta, presso via del Santuario 21.
 Oltre a busti e statue alla sua memoria presso alcune località da lui frequentate, fu altresì istituito un comitato culturale da parte di alcuni suoi parenti prossimi, quali i Pucci Sobrero, i coniugi Bocchiotti-Zublena, e i Bollini Marchisio della Predosa.

## Opere

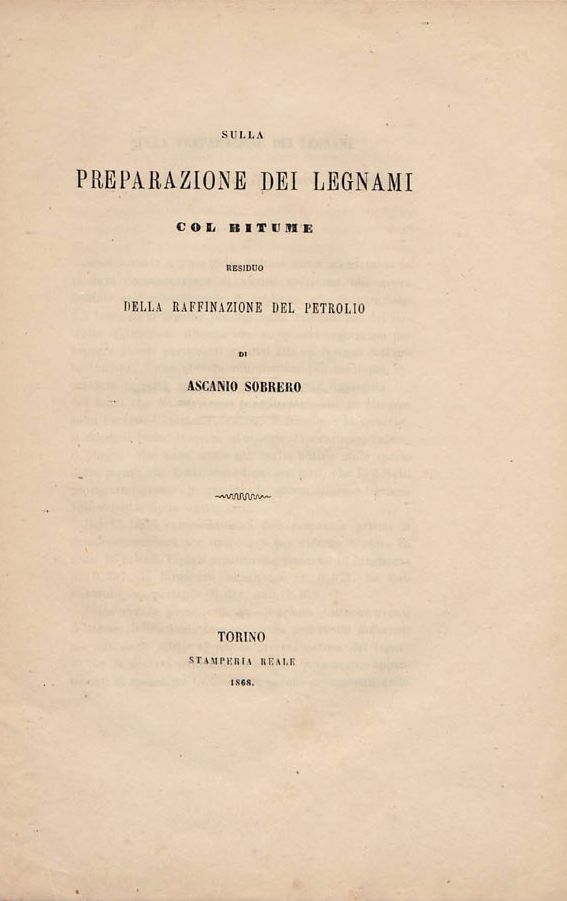
Sulla preparazione dei legnami col bitume residuo della raffinazione del petrolio, 1868

- Ascanio Sobrero, Manuale di chimica applicata alle arti, vol. 1, Torino, Pomba, 1851.
- Ascanio Sobrero, Manuale di chimica applicata alle arti, vol. 2, Torino, Pomba, 1853.
- Ascanio Sobrero, Manuale di chimica applicata alle arti, vol. 3, Torino, UTET, 1856.
- Baroscopio o prenunziatore del tempo, Torino, Camilla & Bertolero, 1864.
- Vetri e cristalli, Torino, Dalmazzo, 1865.
- Manuale di chimica applicata alle arti, Torino, UTET, 1866.
- Della cagione della malattia della vite e dei mezzi da usarsi per debellarla, Torino, Stamperia reale, 1867.
- Sulla preparazione dei legnami col bitume residuo della raffinazione del petrolio, Torino, Stamperia reale, 1868.
- Dei cementi magnesiaci, Torino, Favale, 1869.
- Sul calcare bituminoso di Manopello, Torino, Favale, 1869.
- Esame della foglia del gelso, Torino, Stamperia reale, 1871.
- Della cagione della malattia del baco da seta, Torino, Stamperia reale, 1871.
- Analisi delle calamine, Torino, Stamperia reale, 1871.
- Conservazione dei legnami col mezzo del bitume residuo della raffinazione del petrolio, Torino, Stamperia reale, 1871.
- Intorno alla malattia dominante del baco da seta, Torino, Foa, 1872.
- Pensieri agronomici, Torino, Camilla & Bertolero, 1873.
- Sopra un caso di fermentazione alcoolica, Torino, Camilla & Bertolero, 1874.
- In un caso speciale di fermentazione alcoolica, Torino, Paravia, 1874.
- Lezioni di chimica docimastica, Torino, Loescher, 1877.
- Chimica orticola, Torino, Stabilimento Artistico Letterario, 1883.